# Déposition Borghèse
La Déposition Borghèse, également connue sous le nom de Pala Baglioni, Mise au tombeau Borghèse ou simplement Mise au tombeau, est le panneau central du Retable Baglioni, une peinture à l'huile sur bois (184 × 176 cm) du peintre italien de la Haute Renaissance Raphaël, réalisée en 1507, et actuellement conservée à la Galerie Borghèse à Rome.
Elle est signée et datée « Raphaël. Urbinas. MDVII ». Il s'agit du panneau central d'un retable commandé par Atalanta Baglioni de Pérouse en l'honneur de son fils assassiné, Grifonetto Baglioni. Comme de nombreuses œuvres, elle partage des éléments avec les sujets communs de la Descente de croix, de la Déploration du Christ et de la Mise au tombeau du Christ.

## Histoire
Au début du XVIe siècle, la violence entre factions, principalement sous forme de combats au corps à corps, est relativement courante à Pérouse et dans d'autres régions d'Italie, comme Florence. Les Baglioni sont seigneurs de Pérouse et des régions environnantes, ainsi que condottiere ou chefs de troupes de mercenaires. Un épisode particulièrement sanglant survient à Pérouse dans la nuit du 3 juillet 1500, lorsque Grifonetto Baglioni et certains membres en colère de sa famille conspirent pour assassiner une grande partie du reste de la famille pendant qu'ils dorment, lors du mariage d'Astorre Baglioni, les « nozze rosse », qui dégénère en massacre,. Selon Matarazzo, le chroniqueur de la famille, après l'effusion de sang, la mère de Grifonetto, Atalanta Baglioni, refuse de donner refuge à son fils dans sa maison ; quand il revient en ville, il est confronté à Gian Paolo Baglioni, le chef de famille, qui a survécu à la nuit en s'échappant par les toits. Atalanta change d'avis et se précipite auprès de son fils, mais n'arrive qu'à temps pour le voir se faire tuer par Gian Paolo et ses hommes.
Quelques années plus tard, Atalanta commande au jeune Raphaël un retable pour commémorer Grifonetto dans la chapelle familiale de San Francesco al Prato. Raphaël prend la commande très au sérieux, travaillant et développant son projet pendant deux ans à travers deux phases et de nombreux dessins préparatoires.
Cette commande est la dernière d'une série de commandes importantes au jeune Raphaël pour Pérouse, la ville natale de son maître Pérugin. Il a déjà peint le retable Oddi pour la même église (aujourd'hui aux musées du Vatican) pour la grande famille rivale des Baglioni (avec laquelle ils sont également mariés), et d'autres grandes œuvres. Elle marque une étape importante dans son développement en tant qu'artiste et dans la formation de son style de la maturité.
Le tableau reste à son emplacement jusqu'à ce qu'en 1608, il soit enlevé de force par une bande au service du cardinal Scipione Caffarelli-Borghese, neveu du pape Paul V. Afin de pacifier la ville de Pérouse, le pape commande deux copies du tableau à Giovanni Lanfranco et au Cavalier d'Arpin ; celle du Cavalier d'Arpin se trouve toujours à Pérouse. Bien que confisqué par les Français en 1797 et exposé à Paris au musée du Louvre, alors rebaptisé Musée Napoléon, elle est restituée à la Galerie Borghèse en 1815, à l'exception de la prédelle qui est emmenée aux musées du Vatican.
L'œuvre eut un grand succès et a ouvert les portes de Rome à Raphaël, qui est appelé par Jules II l'année suivante.

## Études préparatoires

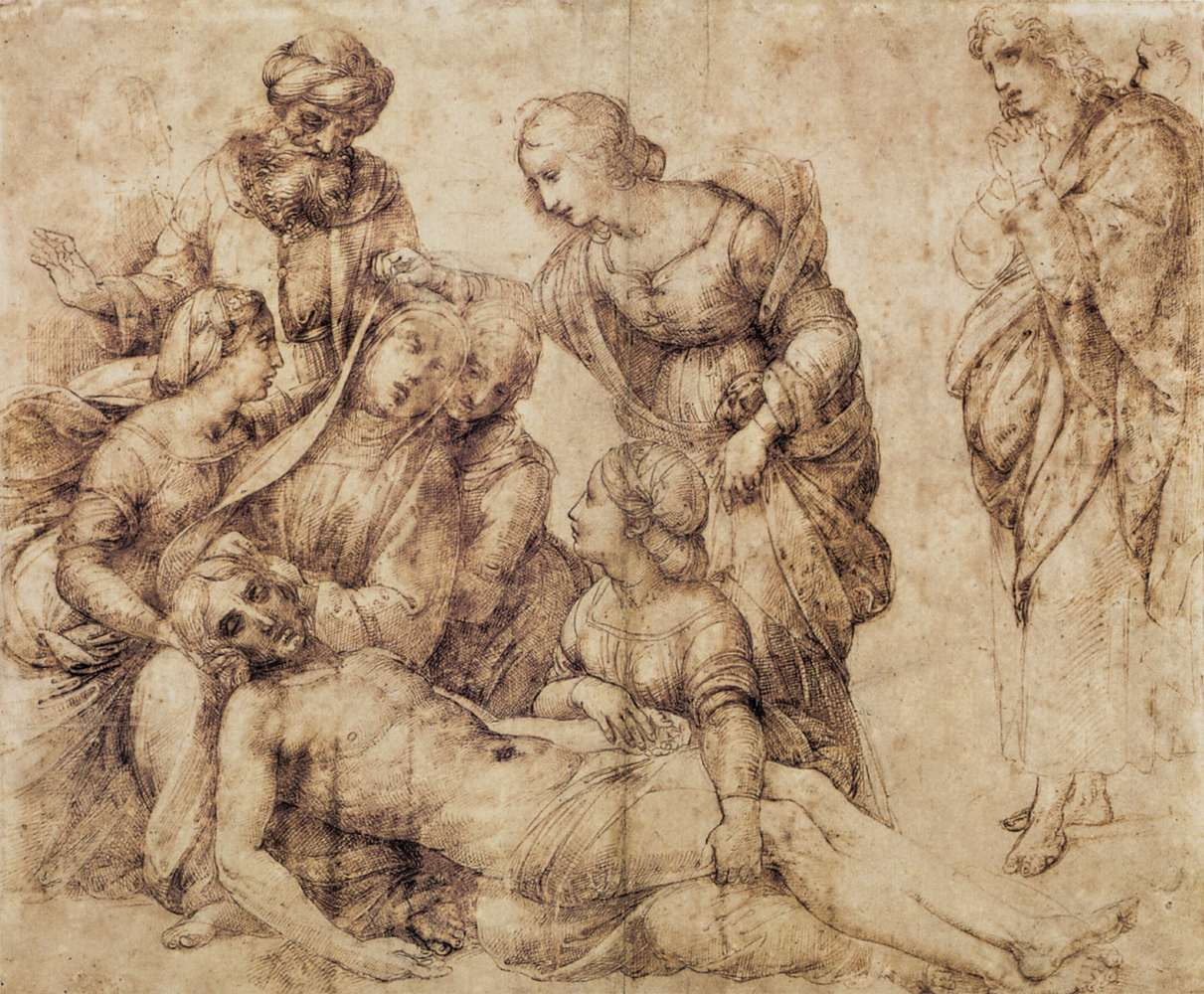
Étude préparatoire, musée du Louvre, Paris.

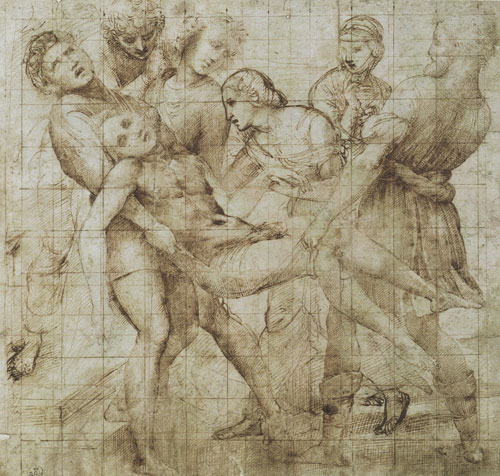
Étude préparatoire, Musée des Offices, Florence.

Il existe seize dessins préparatoires à l'exécution du Retable Baglioni où Raphaël expérimente de nouveaux principes. Il réalise de nombreux croquis ou ébauches préparatoires au fur et à mesure que son idée de composition évolue. Il part du sujet d'une déploration du Christ, semblable au célèbre tableau La Complainte sur le Christ mort de son maître Le Pérugin, puis passe de cette idée à une Mise au tombeau, peut-être inspirée par un ancien relief de sarcophage romain de Méléagre, de Mise au tombeau de Michel-Ange ou l'estampe de la La Mise au tombeau « en largeur » d'Andrea Mantegna, qui inspira aussi Michel-Ange. Cette longue période d'évolution donne à Raphaël l'occasion de mettre en pratique une grande partie du nouveau style et des nouvelles techniques qu'il a développées à partir de ses études auprès des maîtres de la Renaissance Léonard de Vinci et Michel-Ange, ainsi que d'autres artistes de la période : ce travail comporte des éléments communs à la sculpture antique, au réalisme flamand ainsi qu'à la représentation anatomique des personnages que Michel-Ange a développé dans le décor de la chapelle Sixtine. Les deux phases de conception peuvent être globalement qualifiées de « pérugienne » et de « florentine ». Le changement significatif de sujet d'une Lamentation à une Mise au tombeau a affecté le caractère du tableau dans son ensemble car l'artiste est passé d'une Pietà plus iconique à un sujet avec plus d'intérêt narratif.

## Sujet et description
Il s'agit de la représentation d'une scène de la Passion du Christ : sa descente de la Croix après sa mort, dite dans le vocabulaire sacré  « Déposition de la Croix ».
Jésus, mort, enveloppé dans un linge permettant de le porter, est soutenu par les protagonistes habituels de cette scène sacrée, Nicodème et Joseph d'Arimathie, accompagnés de saint Jean, imberbe, et d'une quatrième figure qui pourrait représenter le peintre soutenant la religion. Ses stigmates sont visibles. Son corps barre en diagonale le côté gauche du tableau, dégageant ainsi le cadre permettant de voir à droite la Vierge éplorée soutenue par les autres Marie présentes. Au-dessus d'elles, dans le lointain, le Golgotha et ses croix de suppliciés sont encore visibles, l'échelle ayant permis de descendre le Christ, encore posée contre la croix.
On aperçoit, à l'extrême gauche du tableau, l'entrée du tombeau où le Christ va être enseveli.
Dans le fond, un paysage montagneux se profile, et au centre du tableau, un arbre seul se détache verticalement.

## Analyse
Giorgio Vasari, le célèbre biographe des artistes italiens, considère l'œuvre de Raphaël comme un tableau narratif. Il adopte un ton respectueux dans la description de La Déposition, prenant grand soin de discuter non seulement des personnages importants du tableau, mais aussi de leur effet sur le spectateur. Si l'on considère les choses d'un point de vue formel, la scène représentée n'est en réalité ni la Déposition, ni la Mise au Tombeau, mais se situe quelque part entre les deux, comme cela peut être déterminé à travers le contexte : à droite se trouve le Golgotha, lieu de la Crucifixion et de la Déposition, et à gauche, la grotte où aura lieu la Mise au Tombeau. Deux hommes, dépourvus d'auréole, utilisent une pièce de lin pour porter le Christ mort ; il semble que tous les participants au transport du corps soient en biostase. Les deux hommes et le Christ forment des diagonales très fortes en forme de V. Le jeune homme à droite tenant le Christ est supposé être une représentation du jeune homme assassiné, Grifonetto. Les jambes de saint Jean et de Nicodème posent un problème gênant, surtout dans le cas de Nicodème, car en raison de l'obstruction de la vue, on ne sait pas exactement ce qu'il fait ou ce qu'il regarde exactement.
À l'extrême droite, dans l'autre groupe légèrement en retrait de l'action, se trouvent les trois Marie soutenant la Vierge Marie, qui s'est évanouie (une représentation controversée connue sous le nom d' évanouissement de la Vierge), probablement en raison de son chagrin accablant. La manière dont l'une des Marie est agenouillée est excessivement maladroite, avec une torsion extrême et un drapé aux coupes nettes, également connu sous le nom de figura serpentinata. Bien que présent dans d'autres œuvres célèbres, son positionnement semble avoir été directement inspiré par l'exemple du Tondo Doni de Michel-Ange, achevé seulement quelques années plus tôt. En termes de couleur, Raphaël équilibre son utilisation de rouges, de bleus, de jaunes et de verts forts ; il crée un contraste subtil dans ses tons de chair, particulièrement visible dans la main du Christ mort tenue par Marie-Madeleine vivante,.
La composition générale dérive de la gravure de La Mise au tombeau « en largeur » de Mantegna. Sant Jean portant les jambes du Christ est une adaptation de la Mise au tombeau inachevée de Michel-Ange à la National Gallery de Londres. Le Christ lui-même est proche de la Pietà de Michel-Ange qui devait alors être connue à Florence.

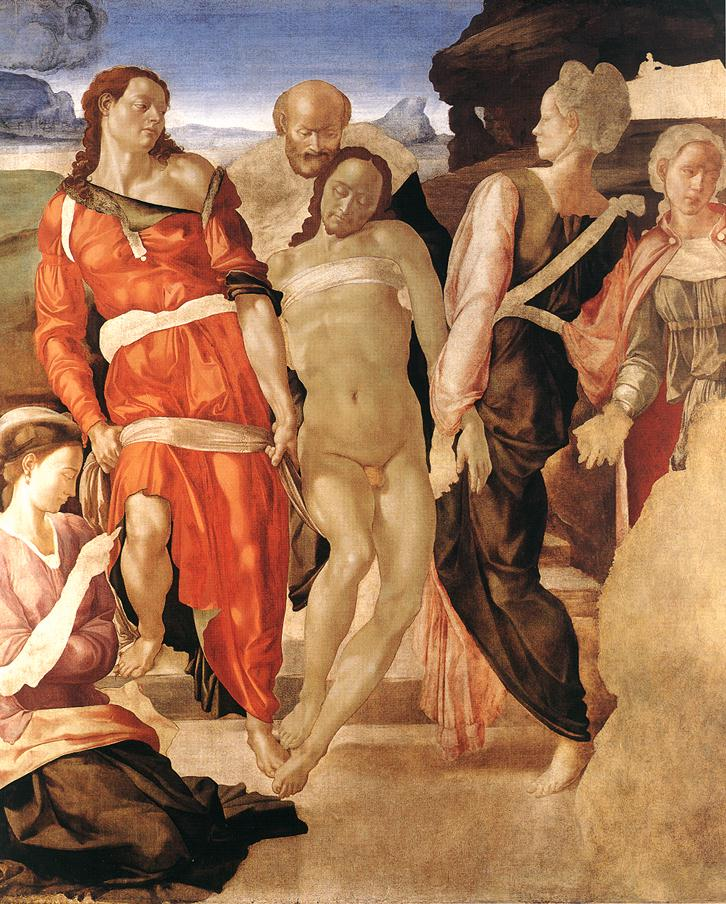
Michel-Ange, La Mise au tombeau, 1500-1501, National Gallery, Londres
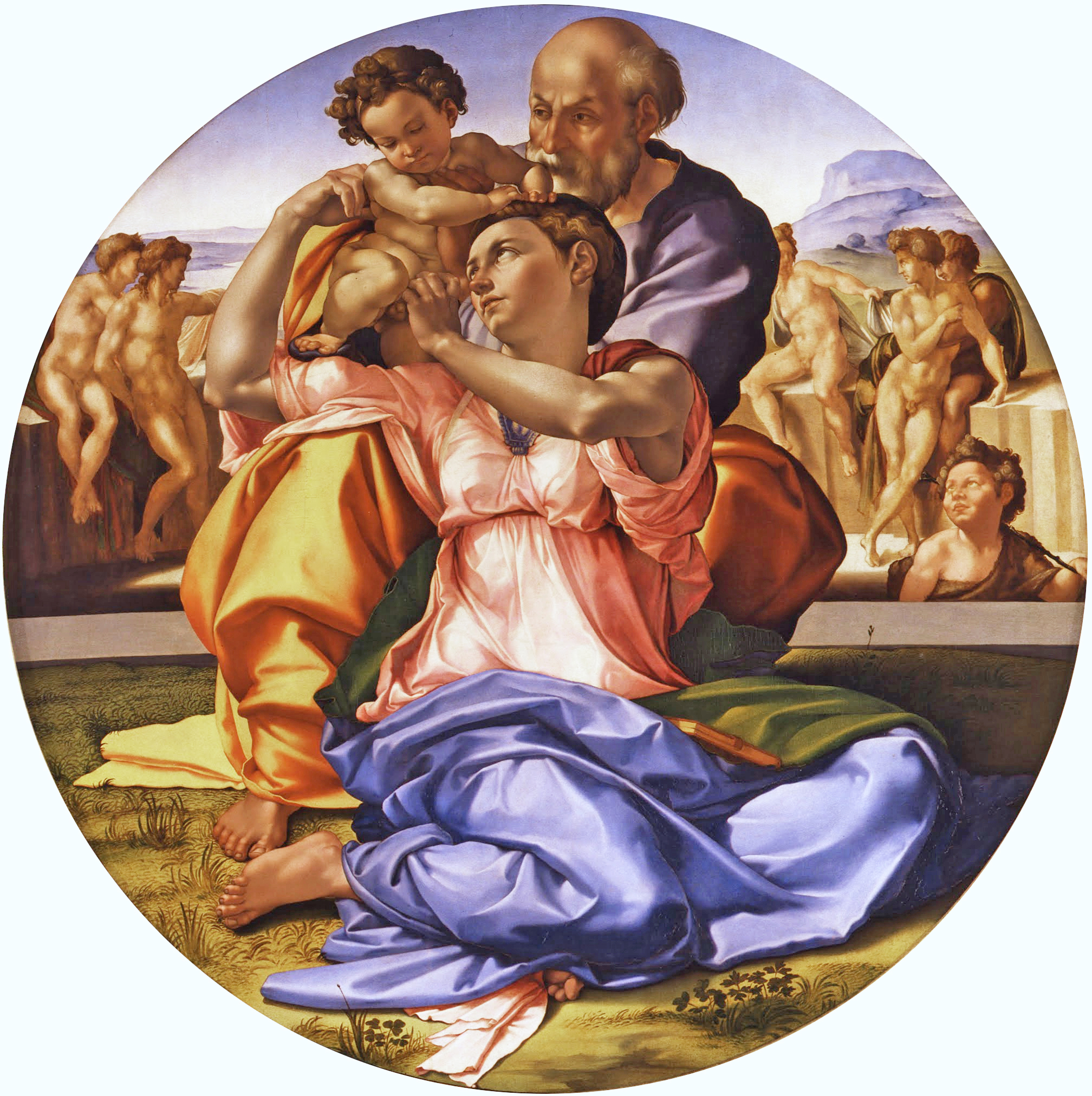
Michel-Ange, Tondo Doni, 1506, musée des Offices, Florence
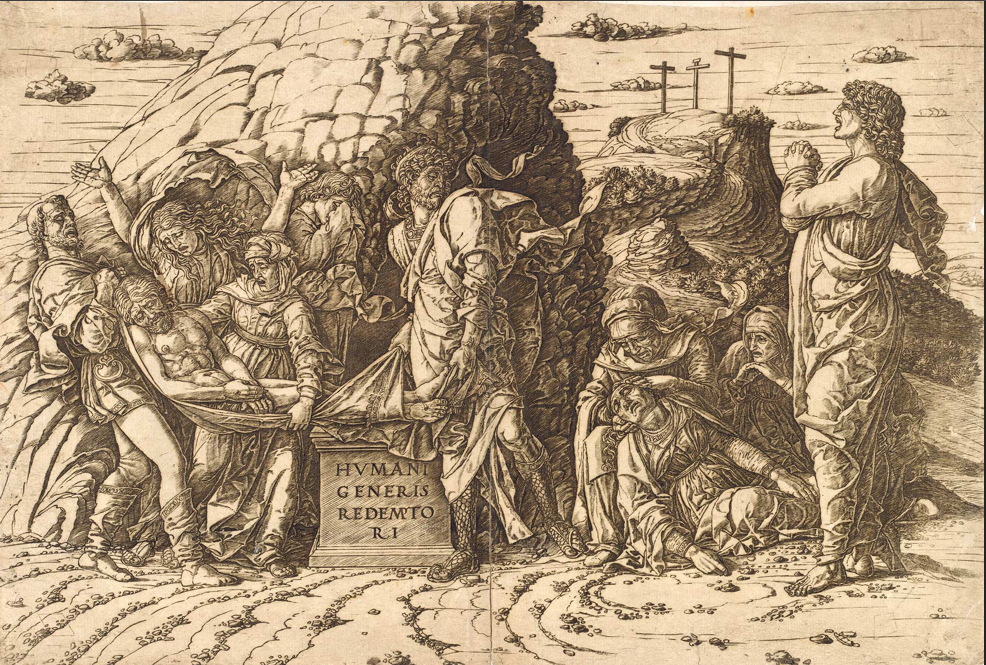
Andrea Mantegna, La Mise au tombeau « en largeur », vers 1470-1475, National Gallery of Art, Washington